# The Paddingtons
The Paddingtons är ett brittiskt rockband från Hull, speciellt kända för sina energiska scenframträdanden. Bandet bildades 2002 och består av Tom Atkin (sång), Stuee Bevan (gitarr) (ursprungligen Martin Hines), Josh Hubbard (gitarr), Lloyd Dobbs (basgitarr) och Grant Dobbs (trummor).
Babyshambles frontman Peter Doherty är en stor anhängare av bandet och de har även turnerat med honom och hans band. Paddingtons debutalbum, First Comes First, producerades av Owen Morris, som även producerat ett av Oasis album. Det gavs ut 2005 på skivbolaget Poptones, ägt av Alan McGee. Ett andra album, No Mundane Options, gavs ut 2008.

## Diskografi
Studioalbum
- 2005 – First Comes First
- 2008 – No Mundane Options

Samlingsalbum
- 2004 – Bring Your Own Poison - The Rhythm Factory Sessions
- 2006 – Back To The Bus

EP
- 2010 – The Lady Boy Tapes EP

Singlar
- 2004 – "21"
- 2005 – "Panic Attack"
- 2005 – "50 to a Pound"
- 2005 – "Sorry"